# Mario Mettbach
Mario Mettbach (* 24. Juli 1952 in Hamburg; † 2021 oder 2022) war ein deutscher Politiker, der in verschiedenen Parteien tätig war.

## Beruf
Mettbach, der aus einer Sinti-Familie stammte, war bis 1973 als Speditionskaufmann in Hamburg tätig und wurde anschließend Soldat, ab 1985 Berufsoffizier. 
Im Rahmen der Ausbildung zum Offizier des militärfachlichen Dienstes wurde er von 1980 bis 1982 zum Staatlich geprüften Betriebswirt an der Fachschule des Heeres für Wirtschaft, Technik und Erziehung in Darmstadt ausgebildet.

## Politische Biographie
Er war von 1980 bis 1993 Mitglied der CDU und von 1993 bis 1998 der STATT Partei, für die er bis 1997 vier Jahre der Bezirksversammlung Wandsbek angehörte. Im Jahr 2000 gründete er die Partei Rechtsstaatlicher Offensive (PRO) mit. Für diese zog er im Oktober 2001 in die Hamburgische Bürgerschaft ein; am 30. Oktober 2001 wurde er Bau- und Verkehrssenator der neuen Regierung. Mettbach war damit der erste Angehörige der Volksgruppe der Sinti, der in Deutschland ein Regierungsamt bekleidete. In seine Amtsführung fiel die Ausweitung des HVV-Personennahverkehrs auf durchgehenden Betrieb am Wochenende.
Im Frühjahr 2003 wählte ihn der Bundesparteitag der PRO zum ersten Bundesvorsitzenden. Nach der Entlassung Ronald Schills als Innensenator und Zweiter Bürgermeister ernannte Bürgermeister Ole von Beust (CDU) Mettbach zu seinem Stellvertreter. 
Am 6. Dezember 2003 setzte er den Landesvorsitzenden Hamburg Ronald Schill auf Grundlage eines Beschlusses des Bundesvorstands ab und leitete ein Parteiausschlussverfahren ein.
Nach der Niederlage der Partei Rechtsstaatlicher Offensive bei der Bürgerschaftswahl am 29. Februar 2004 verließ Mettbach, wie fast das gesamte Spitzenpersonal, die Partei Rechtsstaatlicher Offensive und trat im März 2005 erneut in die nun allein regierende CDU ein.

## Nach dem Ausscheiden aus der Politik
Als im April 2006 sein Übergangsgeld als ehemaliger Senator auslief, erhielt Mettbach einen Vertrag als Logistikberater der Hamburgischen Gesellschaft für Wirtschaftsförderung (HWF), bei der die Freie und Hansestadt Hamburg Mitgesellschafterin ist. Im Juni 2006 wurde im beiderseitigen Einvernehmen der Vertrag aufgehoben, da Mettbach Kontakte zum Investmentunternehmer Burim Osmani unterstellt wurden. Ein Bericht des BND hatte Osmani in die Nähe der organisierten Kriminalität gerückt.
Nachdem Mettbach Anfang 2007 in Hamburg einen Selbstmordversuch unternommen hatte, zog er sich nach Thailand zurück, wo sich 2008 seine Spur verlor.
Mario Mettbach verstarb im Alter von 69 Jahren. Dies gab der Senat der Freien und Hansestadt Hamburg am 1. April 2022 auf Nachfrage bekannt. Zu den Umständen des Todes, Todesdatum sowie -ort wurden keine Angaben gemacht.